# Halton House

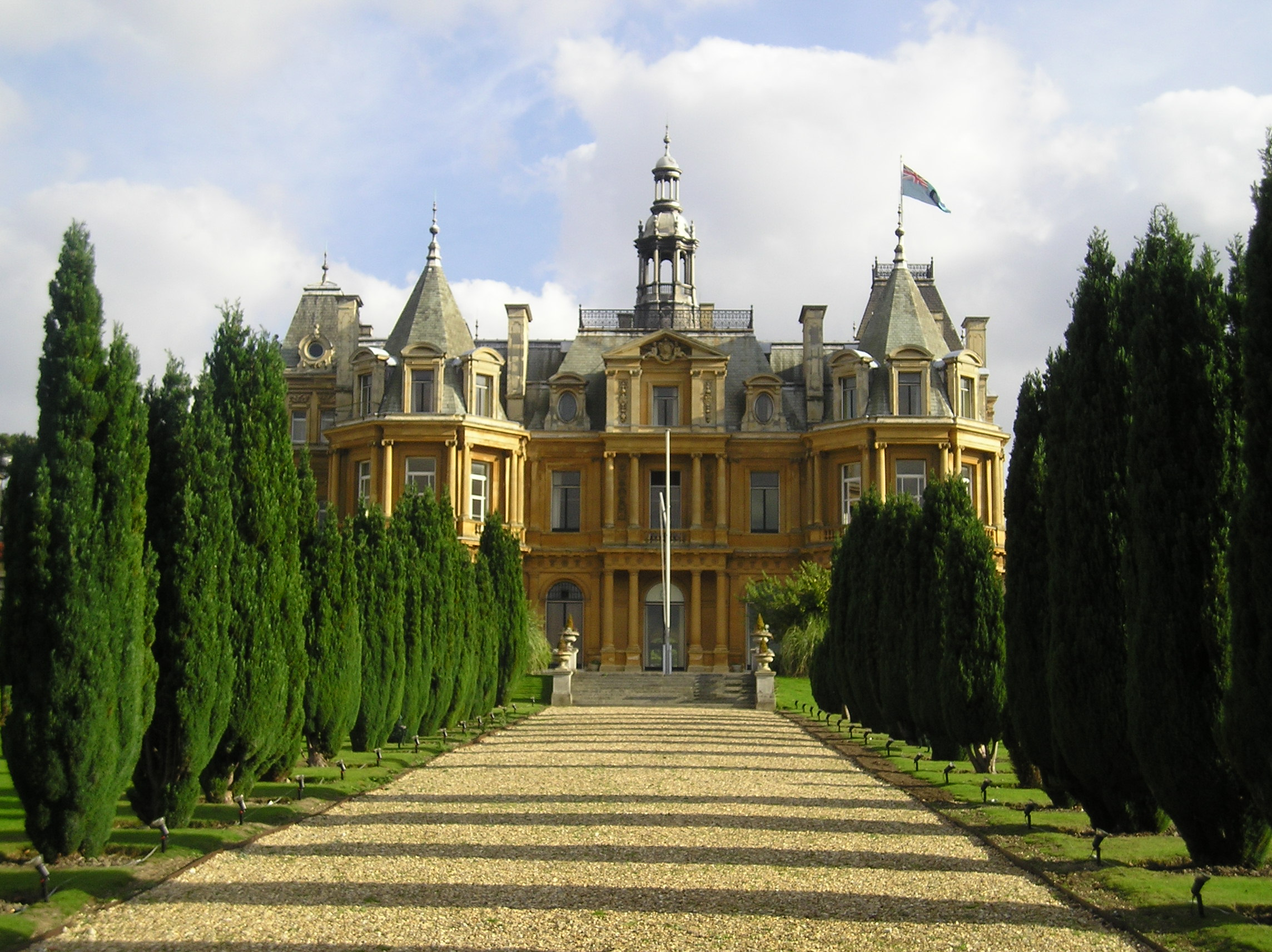
Halton House vista do Norte.

Halton House é um palácio rural, situado em Chiltern Hills, próximo da vila de Halton, Buckinghamshire, na Inglaterra. Actualmente é usado como messe dos oficiais da Royal Air Force.

## História
Já existia um mansão em Halton desde a Conquista Normanda, quando a propriedade passou a pertencer ao Arcebispo da Cantuária. De qualquer forma, Thomas Cranmer vendeu-a a Henry Bradshaw, Ministro da Fazenda, em meados do século XVI. Depois de permanecer na família Bradshaw durante um período considerável, foi vendida a Sir Francis Dashwood, 15º Barão le Despencer, em 1720, e foi desde então pertença da família por quase 150 anos.
O local da antiga Halton House, ou Mansão, situava-se a Oeste da igreja da própria vila de Halton. Tinha um grande parque, o qual foi mais tarde dissecado pelo Grand Union Canal. Em Junho de 1849, Sir George Dashwood leiloou o seu conteúdo e, em 1853, a propriedade foi vendida ao Barão Lionel de Rothschild, que estava a expandir o seu potentado até Tring, onde tinha aumentado o palácio de Tring Park. Lionel continuou então a sua política de expansão.  A velha casa estava inabitável, sendo abandonada e finalmente demolida.
Lionel deu então a propriedade ao seu filho, Alfred de Rothschild. Nessa época,  Halton cobria aproximadamente 1.500 acres (6 km²), num triângulo entre Wendover, Aston Clinton e Weston Turville. No entanto, estava desprovidada de uma casa de tamanho significativo, pelo menos para os padrões Rothschild.

## Construção
Depois da morte do seu pai, Alfred (um bacharel e citadino convicto) decidiu construir uma casa de campo apenas para o entretenimento de fim-de-semana. Desde que resolver erguer um edificio em Halton, desdenhou a ideia de construir outra imensa mansão, tais como aquelas construidas pelos seus irmãos e primos, naquela região.
Habitualmente, para um palácio Rothschild, o nome do arquitecto não é dado como certo. Pensa-se que William R Rodriguez (também conhecido por Rogers), terá sido um dos arquitectos da equipa da William Cubbitt and Company, a firma contratada para construir e supervisionar o projecto, em 1880. Surpreendentemente, apenas três anos depoisa casa estava concluida. Tal como acontecera com outros jardins Rothschild, foram transplantadas árvores e arbustos adultos, tendo aparecido instantaneamente jardins e parques maduros.

## O estilo do Palácio
Para o estilo do palácio, Alfred foi provavelmente influenciado pelo do recentemente terminado was probably influenced by that of newly completed Waddesdon Manor, a casa do Barão Ferdinand de Rothschild, seu cunhado. Embora não tão grande, existem algumas semelhanças. Surgem, no entanto, influencias continentais tais como: frontões clássicos nos telhados das  mansardas, espirais e cumeeiras, e o conjunto coberto por uma cúpula. Um primo Rothschild descreveu-o como: "parece um gigentesco bolo de casamento".
Se exteriormente era extravagante, o interior nãp constituía um anticlimax. O hall central (não diferente do hall galerizado em dois pisos de Mentmore Towers) foi mobilado como o "grand salon".  Duas salas-de-estar (a Este e Oeste) continuavam o luxuoso tema. A sala de jantar e de bilhar estavam mobiladas com peças do século XVIII. O tom continuava pela majestosa escadaria até aos quartos. O conjunto estava mobilado no estilo que ficaria conhecido por "Le Style Rothschild", que é, mobilia francesa do século XVIII, boulle, ébano e ouro artificial, complementado por old masters e porcelanas finas.
Uma gigantesca estufa com cúpula, conhecida como jardim de Inverno, foi anexada à casa. Era uma profusão de folhagens e flores tropicais.

## Halton - a casa Rothschild
Alfred era um soberbo anfitrião e o seu maior prazer era dar prazer aos outros, tanto era um filantropo para a mais modesta criada de cozinha, como era um anfitrião para o Imperador, o Czar, ou o Xá. Em Halton todos foram recebidos. De qualquer forma, a vida brilhante de Halton durou menos de trinta anos. A última festa ocorreu em 1914, na explosão da Primeira Guerra Mundial. Devastado pela carnificina da guerra, a saúde de Alfred começou a falhar, tendo morrido em 1918. Alfred não tinha filhos legítimos, por isso a casa foi herdada pelo seu sobrinho Lionel Nathan de Rothschild. Ele detestava o local e vendeu o seu conteudo num leilão, em 1918. O palácio e diminuida propriedade foram comprados para a Royal Air Force pelo Air Council por 115.000 libras; um preço ridiculamente baixo mesmo pelos parâmetros da época.

## A messe dos oficiais
Pouco depois de a RAF adquirir Halton, o palácio tornou-se na messe dos oficiais da RAF. No dia 1 de janeiro de 1920 RAF Halton foi promovida a Comando (formação militar) e os elementos do quartel-general mudaram-se para Halton House. A casa tem sido conservada sob a administração da RAF. Tem visto mais festas como messe dos oficiais do que teve no tempo de Alfred de Rothschild. Para desgosto de muitas pessoas, o jardim de Inverno e a sua grande cúpula foram demolidos, e foi construida uma nova ala de quartos no seu lugar. De qualquer forma, com o apreço pela arquitectura do século XIX, é improvável que outra transformação venha a ocorrer. Uma nova sala de jantar foi construida por trás da ala dos criados, na década de 1960.

## Halton House no cinema
Actualmente o palácio, além de ser a casa (embora temporária) dos oficiais da RAF, serve frequentemente de cenário de vários filmes, sendo visto nos cinemas e televisões de todo o mundo.  Halton House apareceu em:
- The World Is Not Enough
- Evita
- An Ideal Husband
- What a Girl Wants
- Bride and Prejudice
- The Queen